# Konwój (film 1943)
Konwój (ang. Action in the North Atlantic) – amerykański film wojenny z 1943 roku w reżyserii Lloyda Bacona.
W Polsce film był dystrybuowany przez Przedsiębiorstwo Państwowe Film Polski.

## Fabuła
Amerykański zbiornikowiec zostaje zatopiony przez niemieckiego U-Boota, a załoga spędza 11 dni na wodzie. Po uratowaniu marynarze podejmują się udziału w konwoju do Murmańska.

## Obsada
- Humphrey Bogart – Joe Rossi
- Raymond Massey – Steve Jarvis
- Alan Hale Sr. – Alfred „Boats” O’Hara
- Ruth Gordon - Sarah Jarvis
- Dane Clark - Johnnie Pulaski
- Charles Trowbridge - wiceadmirał Hartridge (niewymieniony w czołówce)